# Sick Happy/Cut Down
Sick Happy/Cut Down è un singolo del gruppo post-hardcore britannico Hell Is for Heroes, pubblicato nel 2001.

## Tracce
1. Sick Happy – 3:08
2. Cut Down – 3:04

## Formazione
- William McGonagle - chitarra
- Jamie Findlay - basso
- Joseph Birch - batteria
- Justin Schlosberg - voce
- Tom O'Donoghue - chitarra